# Диевтуриба

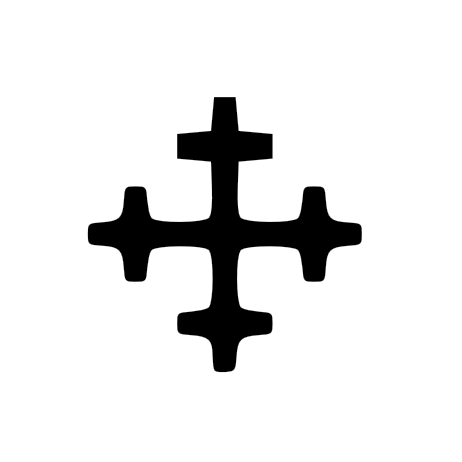
Символ диевтуров

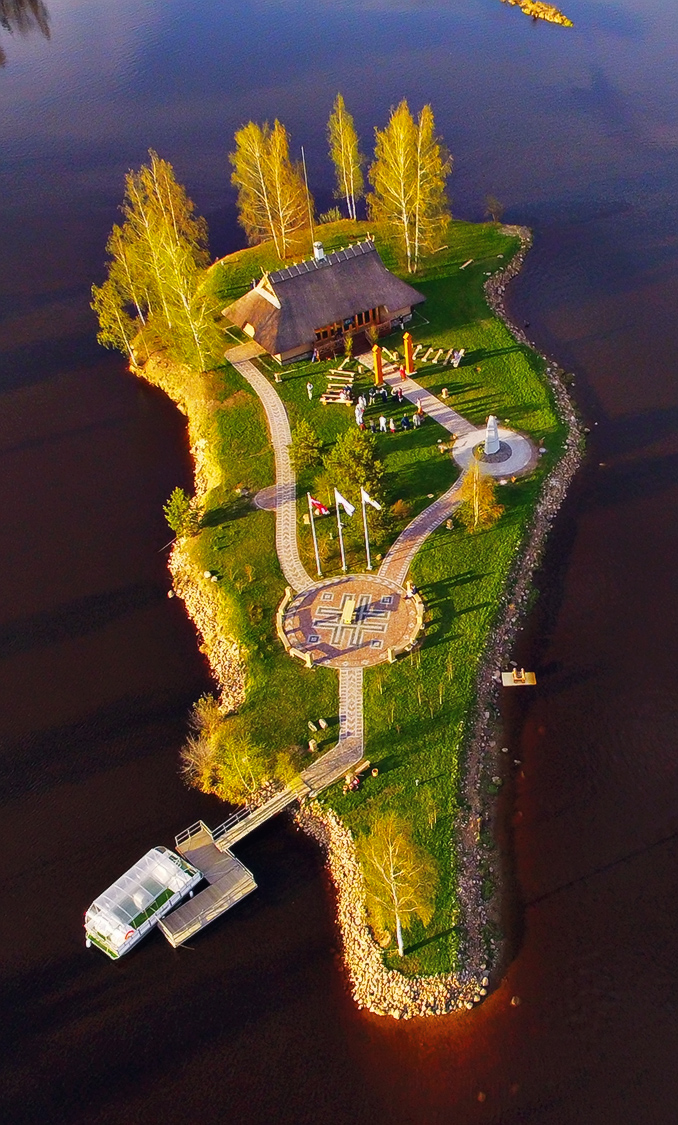
Локстенский храм диевтуров

«Ди́евтуриба» (латыш. Dievturība — «Богопочитание», от латыш. Dievs — Бог, и в христианском понимании, и в древней индоевропейской традиции) — латышское неоязыческое новое религиозное движение, одно из направлений балтийского неоязычества, возникшее в 1920-е годы в Латвии. Последователи движения называют себя «диевтурами» — «богопочитателями». Основной задачей ставят реконструкцию дохристианских верований, которые существовали на территории Латвии, — по этнографическим, историческим и археологическим источникам.
Значительное место в диевтурибе занимают элементы латышского фольклора, особенно дайны. В качестве реконструкции диевтуриба отличается от язычества древних балтийских племён, населявших территорию современной Латвии.

## Истоки
Истоки религиозно-общественного движения «Диевтуриба» восходят к периоду формирования латышской интеллигенции в 1860-е годы, когда она начала осмыслять традиции предков, привнесла в общественное сознание романтическое, мифологическое восприятие балтийских древностей, желание сопоставить их с другими культурами. Самым ярким выражением этих поисков стало создание национальных эпосов, из которых общее признание получил «Лачплесис» Андрея Пумпура.
В начале XX века в Европе получило популярность течение в этнологии, исследовавшее культурную сущность «арийского пранарода» и ставшее в идеологической основой нацизма и идеи превосходства «арийской расы».

## Возникновение и развитие (1920-е — 1930-е годы)

### Лидер
Движение было основано Э. Брастиньшем (1892-1942) - представителем целого поколения латышских студентов-художников. В 1915 г. он окончил Высшую школу искусств барона Штиглица в Санкт-Петербурге. Шла Первая мировая война, поэтому выпускник художественного вуза направился в Павловское военное училище, по окончании которого был назначен командиром стрелкового полка. 
После провозглашения независимости Латвии вернулся на родину, участвовал в Боях за независимость, закончив их в чине полковника. В 1921 году  стал заведующим Военным музеем в Риге, а затем  работал в экспедиции Министерства просвещения по исследованию исторических городищ, выпустив 4 тома с чертежами, рисунками и описаниями всех 282 археологических памятников этого типа. Работал в Рижском городском техникуме преподавателем истории графики и живописи. 
«В личности Э. Брастыньша причудливым образом сочетались стремление к знаниям и любовь к мистификациям, буйная фантазия романтика и солдафонские манеры», — вспоминал современник. Художник, археолог, историк, искусствовед, поэт, знаток латышского фольклора стал одним из идеологов латышского крайнего национализма, считая главной задачей жизни возрождение «латышского духа» в обществе, чему, по его мнению, служило основание «Диевтурибы», — отмечает этнограф С. И. Рыжакова.

### Идеи и организация
В 1925 году он опубликовал книгу «Возрождение латышской диевтурибы», главным постулатом которой был следующий: «латышам нужна своя латышская религия». Этот постулат опирался на высказывание Яниса Райниса: «В наших народных песнях заключается древняя религия, которой нужно стать новой религией». Её и планировали воссоздать и ввести в практику латышского «богопонимания» и благочестия диевтуры. 
26 июля 1926 года МВД Латвии зарегистрировало «Общину латышских диевтуров» (лат. Latvju dievturu draudze). Его учредителями стали филолог Я. Дамбергс, художник Е. Бине, публицист А. Гоба и другие поэты, писатели, художники. 
7 октября 1929 года Управление по духовным делам зарегистрировало как религиозную организацию Собратство диевтуров Латвии, в которое вошли общины из Риги, Елгавы, Валмиеры и Лиепаи. 
После этого Брастиньш обращается к созданию духовных книг диевтуров — трёх сборников дайн, взятых преимущественно из собраний К. Баронса и Г. Висендорфа. 
Первый том был посвящен песням о Боге и божествах (Лайма, Юмис, Усиньш, Солнце, Месяц, дочери Солнца, сыновья Диевса) — «Latvju Dievadziesmas» (1928).  
Во второй книге были собраны песни о добродетелях (tikumi) — «Latvju tikumu dziesmas» (1929), среди которых добро (labums), честь (gods), трудолюбие, любовь. 
Третья книга носит календарный характер и содержит песни, приуроченные к временам года и крестьянским праздникам, связанным с ними обычаям: «Latvju gadskartas dziesmas» (1929). 
Краткое идейное изложение сути «Диевтурибы» Э. Брастиньш сделал в катехизисе «Сerokslis» в 1932 году.

### Связь с нацизмом
Ультранационалистическая пресса идентифицировала древних предков латышей, балтийские племена, с первобытными «арийцами», особенно в контексте дискуссий о неоязыческой религии Эрнеста Брастиньша. Брастыньш утверждал, что латыши являются прямыми потомками «ариев» в плане языка и религиозного мировоззрения, поэтому на них лежит божественная миссия «обновить арийскую латышскую религию» [atjaunot āriski latvisko reliģiju] и утвердить её в арийской Европе. Балтийско-арийская связь обусловливает уникальный латышский характер и роль, которую латыши сыграют, их место в будущем.  Эта расистская по сути идеология диевтуров сблизила их с фашистскими силами в Латвии. «Что вы делали, пока остальные арийские народы боролись за свои права первородства на планете?» — взывала газета «Перконкрустс» в январе 1934 года.
Члены объединения, в том числе её основатель Э. Брастиньш, участвовали в деятельности ультранационалистических, фашистских организаций «Угунскрустс» (запрещена в 1933 году) и «Перконкрустс». Последний был запрещен 30 января 1934 года после ожесточённой стычки его боевиков с полицией в одном из кафе на улице Бривибас в Риге, происшедшей 6 января, и ареста лидера организации Густава Целминьша 8 января 1934 года.
После государственного переворота Карлиса Улманиса, когда были запрещены политические партии и многие общественные организации, в 1935 году МВД Латвии лишил и Общину Латышских диевтуров статуса религиозной организации. Численность организации была небольшой: сам Э. Брастиньш оценивал её в конце 1930-х годов в 500 человек.

## Диевтурская эмиграция
После присоединения Латвии к Советскому Союзу диевтуры подверглись репрессиям как сподвижники латышских нацистов, но продолжили деятельность в эмиграции.
В эмиграции общину возглавил брат её основателя — А. Брастиньш, основными её центрами стали Канада и США, где с 1955 года дважды в годы выходил её журнал «Лабиетис». Также в Мельбурне выходил альманах диевтуров «Архив». В США диевтурский центр действовал в штате Висконсин, а в 1975 году был принят новый устав организации".

## Возобновление деятельности в Латвии
В 1989 году община подала заявление на регистрацию в Латвии, и в 1990 году была зарегистрирована.
В 1990-е годы интерес к диевтурибе в Латвии снова стал расти, в 2007 году было около 650 активных приверженцев. Отношение официальных властей к диевтурам первоначально было благожелательным — в 1991 году Министерство народного образования республики даже выпустило школьную программу «Латвийское народное мировоззрение», в основу которого было положено их учение. В 2010 году на собрании государственных секретарей принято решение, что диевтуры смогут выдвигать представителей для работы капелланами.